# Amos & Andrew – Zwei fast perfekte Chaoten
Amos & Andrew – Zwei fast perfekte Chaoten (im Original Amos & Andrew) ist eine US-amerikanische Filmkomödie von Regisseur E. Max Frye aus dem Jahr 1993.

## Handlung
Der Autor Andrew Sterling ist populär und Pulitzer-Preis-Gewinner. Er kauft sich ein Sommerhaus auf einer Insel, um sich endlich mal entspannen zu können. Doch kaum ist er dort angekommen, rufen die Nachbarn die Polizei, da sie ihn erstens aufgrund seiner Hautfarbe für einen Einbrecher halten und zweitens nicht wissen, dass er das Haus erworben hat. Der Polizeichef Cecil Tolliver glaubt, der Afroamerikaner halte Bewohner des Hauses als Geisel. Das Haus wird von der Polizei umstellt, zwei freie Journalisten kommen an. Durch einen unfähigen Polizisten wurde die Alarmanlage von Andrews Auto aktiviert; als dieser versucht, sie zu deaktivieren, wird er von der Polizei beschossen, weil der Polizist den Autoschlüssel für eine Waffe hält. Den freien Journalisten erklärt Tolliver, dass der mutmaßliche Einbrecher eine 9 mm besitze und Geiseln genommen habe. Jedoch erfährt Tolliver durch einen Anruf, dass Andrew kein Einbrecher ist und die Nachbarn sich geirrt haben. Daraufhin zieht er das Video der freien Journalisten ein, um nicht aufzufliegen. Er schickt den Kleinganoven Amos Odell ins Haus, um ihn später der Entführung beschuldigen zu können und um nicht vor den Medien bloßgestellt zu werden. Amos selbst war bei der Polizei inhaftiert. Ihm wurde ein Deal angeboten, um in die Rolle des Verbrechers zu schlüpfen, eine Bedingung war dabei die Geheimhaltung seines Namens. Vor dem inzwischen angewachsenen Medienaufgebot ist Tolliver jedoch gezwungen, Amos als Haupttäter darzustellen, damit sein Irrtum nicht ans Tageslicht kommt und um seine Chancen bei kommenden Wahlen nicht zu verbauen.
Als Tolliver selbst in das Haus kommt, wird er von Amos und Sterling überwältigt. Sie entkommen, während der die Verhandlungen führende Polizeipsychologe am Telefon weiterhin die Geschichte seiner Kindheit erzählt – ohne zu merken, dass am anderen Ende der Leitung niemand mehr zuhört. Tolliver wird vorher gefesselt, und das Video, auf dem der Irrtum Tollivers aufgezeichnet ist, wird von Amos mitgenommen. Die Polizei geht weiterhin davon aus, dass Amos, Andrew und Tolliver im Haus sind, in Wirklichkeit befindet sich jedoch nur noch der gefesselte Tolliver dort. Amos und Andrew fliehen ins Nachbarhaus. Mit Hilfe einer Pizzalieferantin, die Amos bewundert, wird das Video der Presse zugespielt. Andrew, dessen Haus mittlerweile niedergebrannt wurde, macht sich auf den Heimweg, wird allerdings von Bluthunden gejagt. Amos rettet ihn schließlich, und gemeinsam verlassen beide die Insel. Auf dem Festland trennen sich schließlich ihre Wege, nachdem sie Andrews Frau getroffen haben. Andrew freut sich endlich auf ein ruhiges Heim, und Amos macht sich auf den Weg nach Kanada, dummerweise nimmt er die Straße in Richtung Süden.

## Kritiken
James Berardinelli schrieb auf ReelViews, der Film sei „lustig“, wozu die „köstlich fieberhafte“ („deliciously manic“) Darstellung von Nicolas Cage beitrage. Die beiden Hauptcharaktere könne man mögen.
Das Lexikon des internationalen Films schrieb, der Film sei eine „temporeiche Komödie“, die zwar zeitweise „Stellung gegen Apartheid und Rassenvorurteile“ beziehe, dennoch lediglich „harmlose Unterhaltung“ sei.

## Hintergrund
Der Film wurde in Nantucket (Massachusetts) und in North Carolina gedreht. Er spielte in den Kinos der USA ca. 9,7 Millionen US-Dollar ein.